# Tennistoernooi van Sydney 2011
Het tennistoernooi van Sydney van 2011 werd van 9 tot en met 15 januari 2011 gespeeld op de hardcourt-buitenbanen van het Olympic Park Tennis Centre in de Australische stad Sydney. De officiële naam van het toernooi was Medibank International. Het was de 119e editie van het toernooi.
Het toernooi bestond uit twee delen:
- WTA-toernooi van Sydney 2011, het toernooi voor de vrouwen
- ATP-toernooi van Sydney 2011, het toernooi voor de mannen

ATP-toernooi van Sydney – WTA-toernooi van Sydney

Toernooien sinds 1990:
1990 · 1991 · 1992 · 1993 · 1994 · 1995 · 1996 · 1997 · 1998 · 1999 · 2000 · 2001 · 2002 · 2003 · 2004 · 2005 · 2006 · 2007 · 2008 · 2009 · 2010 · 2011 · 2012 · 2013 · 2014 · 2015 · 2016 · 2017 · 2018 · 2019 · 2020 · 2021 · 2022